# هربرت گروبر
هربرت گروبر (انگلیسی: Herbert Gruber؛ زادهٔ ۹ نوامبر ۱۹۴۲) از برندگان مدال‌های بازی‌های المپیک زمستانی اهل اتریش است.